# Mengselmotor

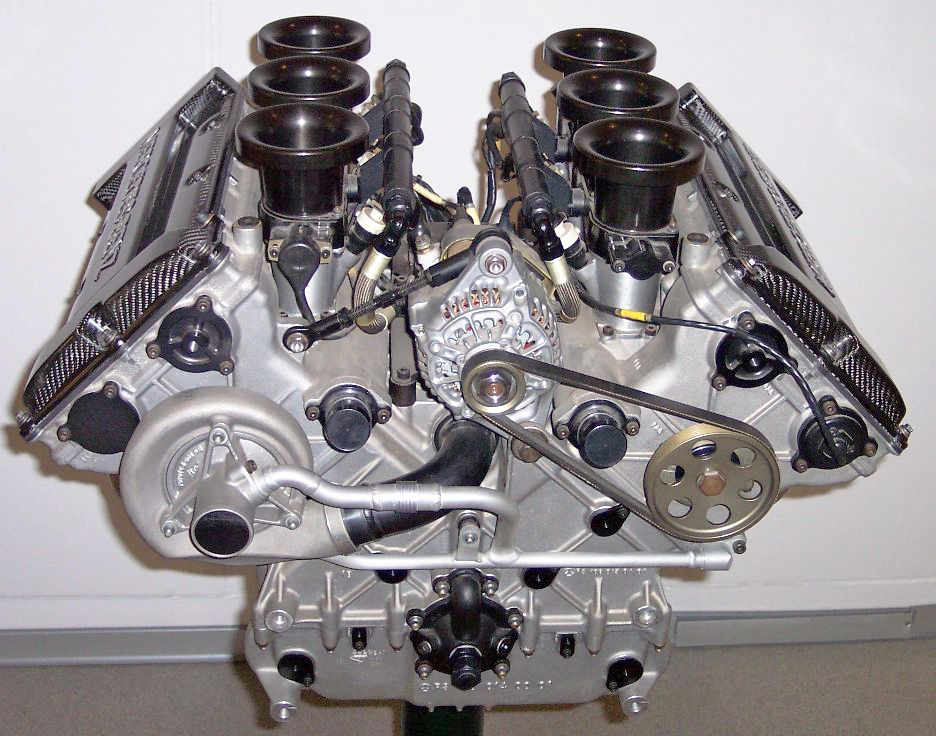
Een Daimler-Benz V6 racemotor uit 1996

De mengselmotor of ottomotor (vernoemd naar de uitvinder Nicolaus Otto) is een specifieke uitvoering van de verbrandingsmotor waarbij de menging van de brandstof met de lucht plaatsvindt vóór de compressie.

## Werkingsprincipe
Een mengselmotor werkt volgens het otto-proces, waarbij de verbranding geïnitieerd wordt door een ontsteking of vonk van een bougie. De vorming van het brandbare mengsel gebeurt buiten de verbrandingskamer; in een carburateur of door brandstofinjectie in het inlaatspruitstuk.
Buiten de verbrandingsruimte wordt er een mengsel gevormd van een brandstof en lucht. Onder normale omstandigheden bevat lucht 80% stikstof (N2) en 20% zuurstof (O2). Door de aanwezige zuurstof is dit mengsel brandbaar. Het mengsel wordt in de verbrandingsruimte aangezogen door een onderdruk die daar ontstaat tijdens de inlaatslag. Na de inlaatslag volgt de compressieslag: het mengsel wordt gecomprimeerd. Na de compressie brengt een vonk het mengsel tot ontbranding. Dit zorgt voor een drukstijging die op zijn beurt een volumevergroting veroorzaakt. De volumevergroting vertaalt zich in de arbeidslag, in deze slag wordt er arbeid geleverd aan de omgeving, bijvoorbeeld aan een voertuig of een pomp. Bij het ontwerp van een klassieke mengselmotor wordt gestreefd naar een Carnot-proces.
De term mengselmotor is ontstaan uit de behoefte een onderscheid te maken met de dieselmotor. Bij een dieselmotor wordt de brandstof pas aan het einde van de compressie gemengd met de lucht en het mengsel ontbrandt dan door de hoge druk in plaats van door een vonk.

## Brandstoffen
De brandstof voor een mengselmotor is meestal, maar niet uitsluitend, benzine. Daardoor wordt dikwijls foutief benzinemotor als synoniem gebruikt voor ottomotor of mengselmotor.
- Aardgas
- Benzine
- E85 oftewel bio-ethanol
- Kerosine
- Lpg
- Nitromethaan
- Methanol

## Voor- en nadelen

### Voordelen
Een belangrijk voordeel van de mengselmotor is de lichtere uitvoering wat de kostprijs ten goede komt.
De motor wordt vooral door het leger gebruikt. Mocht de aanvoer van brandstof stagneren, dan kunnen de voertuigen toch rijden omdat ze relatief gemakkelijk kunnen overschakelen op een andere brandstof die wel beschikbaar is.

### Nadelen
Een eerste nadeel van een mengselmotor is de beperking in de maximaal haalbare compressieverhouding, dit wegens klopgevaar. Voor benzine ligt de maximale (veilige) compressieverhouding rond de 15:1. Sommige hedendaagse, hoogvermogende supersport, motorfietsen hebben fabriekaf al een compressieverhouding van 14:1, zonder toevoeging van speciale additieven om de klopgrens, of detonatiegrens, nog verder te verleggen. Dieselmotoren behalen een merkelijk hoger thermisch rendement omdat daar de compressieverhouding kan oplopen tot 40:1. Dit heeft als gevolg dat een mengselmotor een hoger brandstofverbruik heeft.
Een tweede nadeel is dat de brandstoffen licht ontvlambaar zijn en dus al verdampen bij lage temperaturen. Bij een buitentemperatuur van 10°C is er bij een lpg-motor reeds explosiegevaar. De brandstoftank van een mengselmotor wordt zwaar uitgevoerd.